# Tvättsjön, Halland
Tvättsjön är en sjö i Hylte kommun i Halland och ingår i Nissans huvudavrinningsområde.